# 大加多姆齊
49°49′3″N 28°44′15″E / 49.81750°N 28.73750°E
大加多姆齊（烏克蘭語：Великі Гадомці），是烏克蘭的村落，位於該國北部日托米爾州，由別爾季切夫區負責管轄，面積1.57平方公里，海拔高度265米，2001年人口303，人口密度每平方公里193.12人。